# ظفروال
ظفروال (به انگلیسی: Zafarwal) یک شهر در پاکستان است که در تحصیل ظفروال واقع شده‌است. ظفروال ۱٬۳۴۲٬۷۵ نفر جمعیت دارد و ۲۶۸ متر بالاتر از سطح دریا واقع شده‌است.